# Ісен (Каґосіма)

Ісен (яп. 伊仙町, いせんちょう, ісен тьо) — містечко в Японії, у південній частині префектури Каґосіма, південній частині острова Токуносіма з островів Рюкю.